# ISO 3166-2:EH
ISO 3166-2:EH — стандарт Международной организации по стандартизации, который определяет геокоды. Является подмножеством стандарта ISO 3166-2, относящимся к Западной Сахаре.
Стандарт охватывает 4 провинции Западной Сахары. Каждый код состоит из двух частей: кода Alpha2 по стандарту ISO 3166-1 для Западной Сахары — EH и дополнительного кода, записанных через дефис. Дополнительный трёхбуквенный код образован созвучно названию, аббревиатуре названия провинции. Геокоды провинций Западной Сахары являются подмножеством кодов домена верхнего уровня — EH, присвоенного Западной Сахаре в соответствии со стандартами ISO 3166-1.

## Геокоды Западной Сахары
Геокоды 4 провинций административно-территориального деления Западной Сахары.
| Геокод | Административная единица | Статус    |
| ------ | ------------------------ | --------- |
| EH-BOD | Буждур                   | провинция |
| EH-LAA | Лайон                    | провинция |
| EH-ESM | Эс-Семара                | провинция |
| EH-OUD | Уд-Эд-Дахаб              | провинция |

## Геокоды пограничных Западной Сахаре государств
- Марокко — ISO 3166-2:MA (на севере),
- Алжир — ISO 3166-2:DZ (на северо-востоке),
- Мавритания — ISO 3166-2:MR (на востоке, на юге).